# Eldorado Business Tower
La Eldorado Business Tower es uno de los mayores rascacielos de la ciudad de São Paulo, Brasil, está ubicada en la calle "Rua Ofélia" en la zona oeste de la ciudad y posee 141 metros de altura o 462 pies, 36 plantas y su construcción terminó en el año 2007.